# 唐景
唐景（？年—？年），字靜安，號荇溪。一號匏叟。江蘇省奉賢縣人，乾隆十五年（1750年）庚午科舉人，乾隆三十九年任資州州判，乾隆四十年（1775年）任四川鄰水縣知縣，擅長書畫。